# Jack Watling
Jack Stanley Watling (ur. 13 stycznia 1923 w Chingford (obecnie Londyn); zm. 22 maja 2001 w Chelmsford) – brytyjski aktor filmowy, telewizyjny i teatralny, znany głównie z ról komediowych. Podczas II wojny światowej służył dla Royal Air Force.
Wraz ze swoją żoną, Patricią Hicks miał czwórkę dzieci: Dilys, Deborah, Gilesa oraz Nicky'ego, z których wszyscy stali się aktorami.
Watling znany jest m.in. z roli profesora Edwarda Travelersa w brytyjskim serialu science-fiction Doktor Who. Rolę tę zagrał w 2 historiach: The Abominable Snowmen (1967) i The Web of Fear (1968). W tym czasie jedną z głównych ról w serialu grała jego córka, Deborah. W 1995 roku powrócił wraz z nią oraz niektórymi innymi aktorami z serialu Doktor Who w tym z Elisabeth Sladen czy Nicholasem Courtneyem do niezależnego spin-offu pt. Downtime.
W 2001 roku Watling zmarł w wieku 78 lat na raka.